# Haseldorfer Graureiherkolonie
Koordinaten: 53° 37′ 53,8″ N, 9° 36′ 17,3″ O

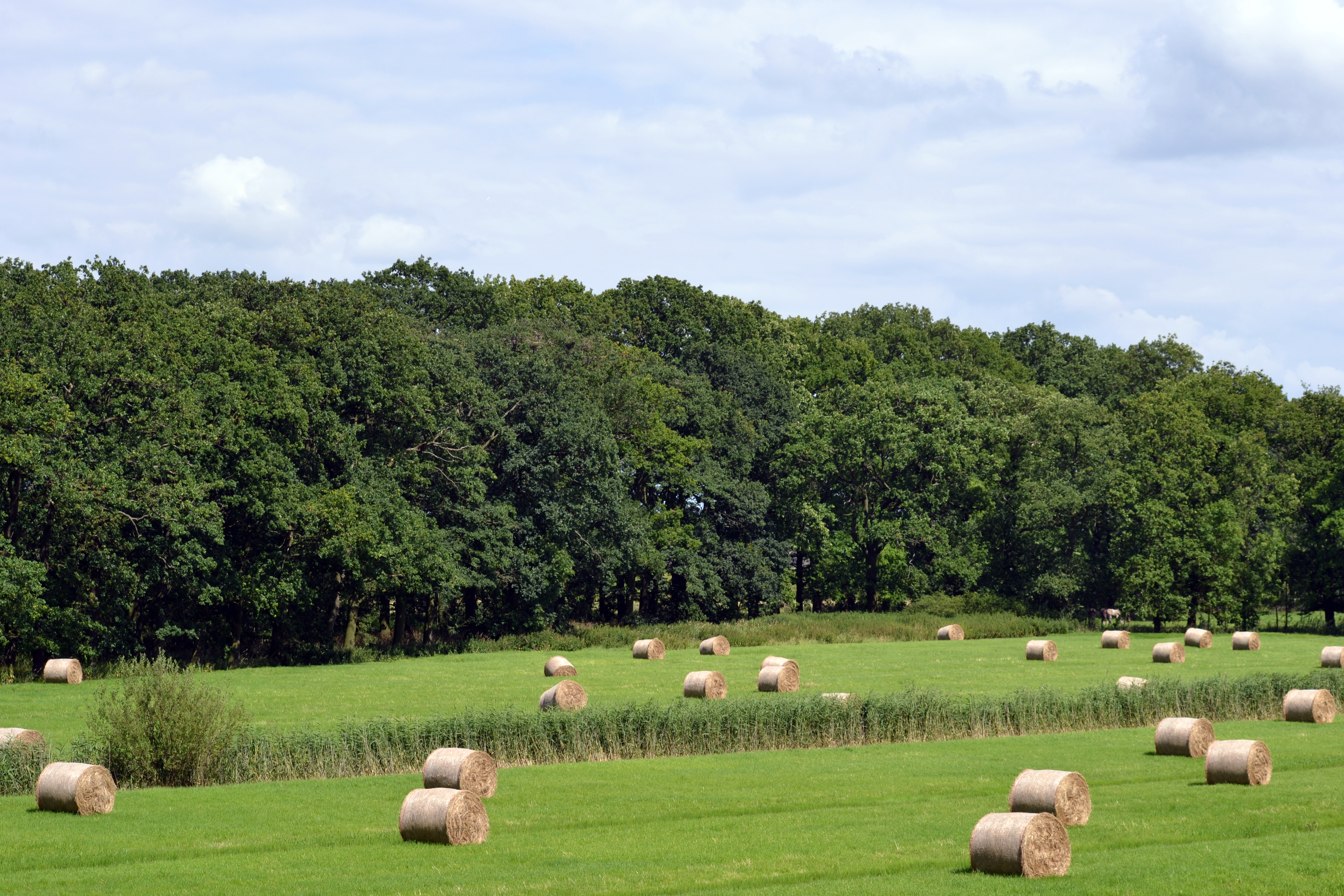
Blick auf die Eichenallee der Graureiherkolonie

Die Haseldorfer Graureiherkolonie in Haseldorf im Kreis Pinneberg war einst mit über 200 Brutpaaren eine der größten und bedeutendsten Brutkolonien des Graureihers in Schleswig-Holstein.

## Entwicklung
Die erste Graureiherkolonie befand sich um 1939 in einem Fichtenbestand im Haseldorfer Schlosspark.
Nach dem Zweiten Weltkrieg wurden die Reiher dort zunächst durch den Besucherverkehr im Park vertrieben bzw. fast ausgerottet. Die zweite Kolonie entstand um 1958 in einer Eichenallee im ehemaligen Außendeichsgelände neben dem Schlosspark, nachdem das Eiersammeln und das regelmäßige Bejagen der Jungtiere im Westen des Landes eingestellt wurde. 1977 erfolgte eine Änderung der Bundesverordnung über die Jagdzeiten, indem die Graureiher ganzjährig unter Schutz gestellt wurden und nicht mehr bejagt werden durften. Dadurch kam es zu einer raschen Bestandszunahme auf über 2000 Brutpaare in Schleswig-Holstein, die in ca. 50 Kolonien und Einzelbrutvorkommen leben. Ungefähr seit der Jahrtausendwende bleibt der Bestand etwa auf demselben Niveau, weil offenbar die Lebensraumkapazität erreicht wurde.
2001 wurden in der Haseldorfer Kolonie 284 Brutpaare mit etwa der gleichen Anzahl von Jungtieren gezählt. Im März 2024 wurden noch 53 Horste gezählt, welche allerdings nur zu etwa einem Drittel mit Brutpaaren besetzt waren.

## Schutzgebiete
Der Bereich der Kolonie liegt im Landschaftsschutzgebiet Pinneberger Elbmarschen (LSG 56-PI-05) und im EU-Vogelschutzgebiet DE-2323-401 Unterelbe bis Wedel.
Von 1984 bis 2007 war die Haseldorfer Graureiherkolonie außerdem als Artenschutzgebiet ausgewiesen. Artenschutzgebiete waren bis 2007 eine Schutzkategorie des Naturschutzrechts in Schleswig-Holstein, die von der obersten Naturschutzbehörde per Verordnung festgesetzt werden konnten. Diese Schutzkategorie existierte in dieser Form in keinem anderen deutschen Bundesland. Die Landesverordnung vom 9. November 1984 wurde mit der Novellierung des Landesnaturschutzgesetzes im März 2007 aufgehoben.